# Otello Colangeli
Otello Colangeli, né en 1912 et mort en 1998 est un monteur de films italien. Il a travaillé sur plus de 200 productions au cours de sa carrière.

## Filmographie
- 1938 : La sposa dei Re (it) de Duilio Coletti
- 1939 : Tre fratelli in gamba (it) de Alberto Salvi
- 1942 : La fortuna viene dal cielo de Ákos Ráthonyi
- 1944 : Vietato ai minorenni (it) de Mario Massa
- 1949 : Follie per l'opera de Mario Costa
- 1949 : Vivere a sbafo de Giorgio Ferroni
- 1951 : Trieste mia! de Mario Costa
- 1951 : Amo un assassino (it) de Baccio Bandini (it)
- 1952 : Solo per te Lucia de Franco Rossi
- 1952 : L'Injuste Condamnation de Giuseppe Masini
- 1952 : Primo premio: Mariarosa (it) de Sergio Grieco
- 1953 : La mia vita è tua (it) de Giuseppe Masini
- 1953 : Perdonami! de Mario Costa
- 1953 : Ti ho sempre amato! de Mario Costa
- 1953 : La Charge infernale de Ladislao Vajda
- 1953 : La passeggiata de Renato Rascel
- 1955 : La canzone del cuore (it) de Carlo Campogalliani
- 1955 : Agguato sul mare (it) de Pino Mercanti
- 1956 : Moglie e buoi (it) de Leonardo De Mitri
- 1957 : Le belle dell'aria de Mario Costa et Eduardo Manzanos Brochero
- 1958 : Via col... paravento (it) de Mario Costa
- 1958 : Amore a prima vista de Franco Rossi
- 1959 : I Reali di Francia de Mario Costa
- 1960 : Vacanze in Argentina de Guido Leoni
- 1962 : La notte dell'innominato (it) de Luigi Latini De Marchi
- 1962 : Ultimatum alla vita (it) de Renato Polselli
- 1962 : Vulcano, figlio di Giove (it) de Emimmo Salvi
- 1963 : Le verdi bandiere di Allah de Giacomo Gentilomo et Guido Zurli
- 1963 : Le Manoir de la terreur de Alberto De Martino
- 1963 : Les Sept Invincibles de Alberto De Martino
- 1964 : Boulevard du vice (Via Veneto) de Giuseppe Lipartiti
- 1964 : Il mostro dell'opera (it) de Renato Polselli
- 1964 : El Kebir, fils de Cléopâtre de Ferdinando Baldi
- 1964 : La rivolta dei sette de Alberto De Martino
- 1964 : L'ultima carica de Leopoldo Savona
- 1968 : Le Justicier du Sud de Guido Celano
- 1972 : La verità secondo Satana de Renato Polselli
- 1972 : L'assassino... è al telefono de Alberto De Martino
- 1972 :La morte scende leggera de Leopoldo Savona
- 1973 : Il consigliori de Alberto De Martino
- 1974 : Ti darò un posto all'inferno (it) de Paolo Bianchini
- 1975 : Calore in provincia (it) de Roberto Bianchi Montero
- 1976 : Campagnola bella (it) de Mario Siciliano
- 1979 : Sette ragazze di classe (it) de Pedro Lazaga
- 1989 : Rito d'amore de Aldo Lado
- 1990 : Demonia de Lucio Fulci